# Estação Piñero
A Estação Piñero é uma das estações do Trem Urbano de San Juan, situada em San Juan, entre a Estação Domenech e a Estação Universidad. É administrada pela Alternate Concepts Inc..
Foi inaugurada em 17 de dezembro de 2004. Localiza-se no cruzamento da Rua Peñuelas com a Rua Navarro. Atende os bairros de Hato Rey Central e Hato Rey Norte.